# Норхейм, Рунар
Рунар Робинсённ Норхейм (норв. Runar Robinsønn Norheim; род. 14 февраля 2005, Финснес, Тромс) — норвежский футболист, полузащитник клуба «Тромсё».

## Клубная карьера
Норхейм — воспитанник клубов «Финнснес» и «Варден». В 2020 году он подписал контракт с «Тромсё». 21 сентября в матче против «Саннес Ульф» он дебютировал в Первом дивизионе Норвегии. По итогам сезона Рунар помог клубу выйти в элиту. 4 июля 2021 года в матче против «Хёугесунна» он дебютировал в Типпелиге. 31 августа 2022 года в поединке против «Стрёмгодсета» Рунар забил свой первый гол за «Тромсё».